# Gregor Strasser

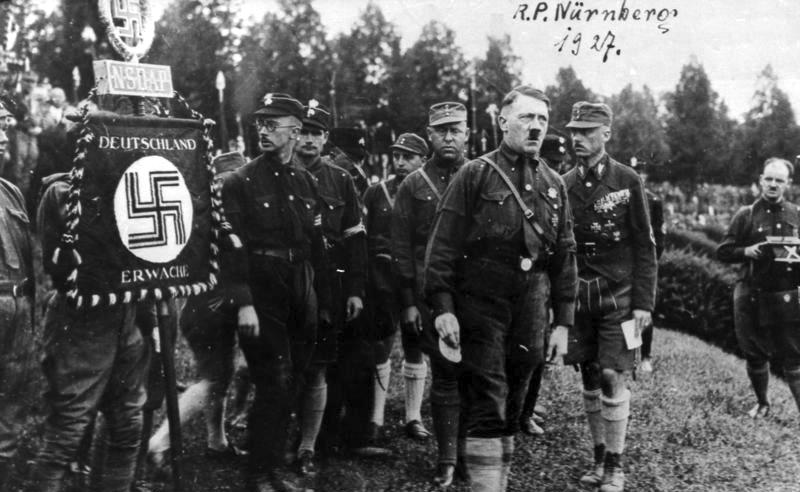
Gregor Strasser, till vänster bakom Adolf Hitler, vid Rikspartidagen i Nürnberg 1927. Fotografiet visar även Heinrich Himmler, Rudolf Hess och Franz Pfeffer von Salomon.

Gregor Strasser, född 31 maj 1892 i Geisenfeld, död 30 juni 1934 i Berlin, var en tysk nazistisk politiker. Han var bror till Otto Strasser.
Strasser blev rival till Adolf Hitler och lierade sig 1932 med rikskanslern Kurt von Schleicher mot denne. Strasser mördades under de långa knivarnas natt 1934.

## Biografi
Gregor Strasser växte upp i en katolsk familj, med en far som var mycket intresserad av kyrkans sociallära. Efter studentexamen satsade Strasser på att bli apotekare. Mellan år 1910 och 1914 gick han som lärling och därefter studerade han farmaci. Hans studieperiod blev dock avbruten, när han beslutade sig för att inträda i rikets tjänst som frivillig i första världskriget. I kriget dekorerades han med Järnkorset av första och andra klass. Efter kriget fortsatte han sina studier och efter dessas avslutande började han arbeta som apotekare i Landshut i Nedre Bayern. 
Strasser deltog 1923 i Adolf Hitlers kuppförsök i München. Strasser var ledare för vänsterfalangen inom Nationalsocialistiska tyska arbetarepartiet (NSDAP), vilket stundom distanserade honom från Hitler. Strasser, som kan betecknas som socialrevolutionär, hyste antikapitalistiska åsikter samt ett ryssvänligt sinne. Detta fjärmade honom ytterligare från Hitler.
I december 1932 gjorde han Hitler ordförandeposten stridig genom att kräva att partiet skulle ingå i regeringen Schleicher. Istället för att för egen del acceptera ett samarbete, vilket sannolikt skulle ha splittrat NSDAP, tvingades Strasser att lämna nazistpartiet och inom kort även politiken.
Gregor Strasser mördades under de långa knivarnas natt i juni 1934.